# Marcel Di Domenico
Marcel Di Domenico (Differdange, 17 giugno 1955) è un ex calciatore lussemburghese, di ruolo attaccante.
Anche suo figlio Sven è stato un calciatore.

## Carriera

### Club
Ha giocato in massima serie con il Red Boys Differdange.

### Nazionale
Conta 30 presenze con la Nazionale lussemburghese.